# Liste der geschützten Landschaftsbestandteile im Landkreis Rhön-Grabfeld
Im Landkreis Rhön-Grabfeld gab es im März 2022 einen geschützten Landschaftsbestandteil.

## Geschützte Landschaftsbestandteile
| Quellmoor                                      | BW | LB-01344 | Bischofsheim in der Rhön Karte: (1132199835 auf OpenStreetMap) | ⊙ | 8,1 |  |
| Legende für Geschützter Landschaftsbestandteil |    |          |                                                                |   |     |  |